# Ismael Nery

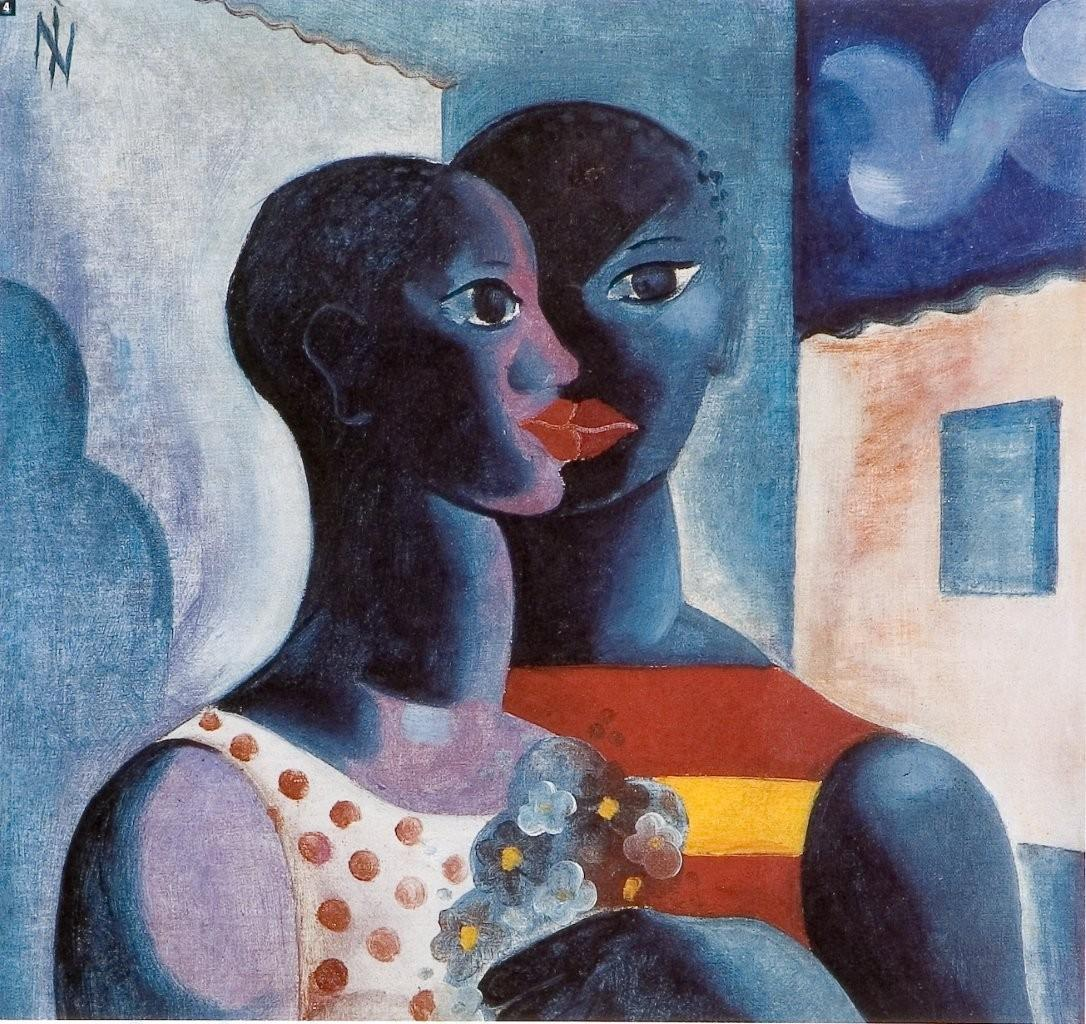
Namorados - huile sur étoffe - 58,5 x 58,5 cm - vers 1927.

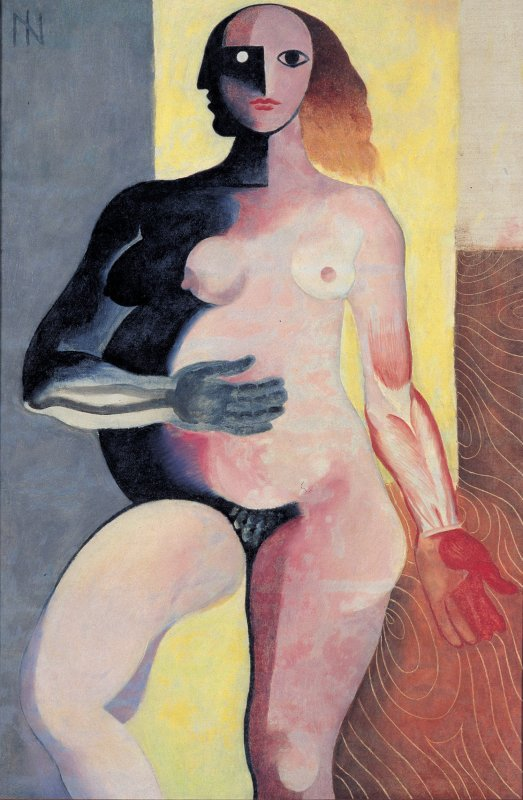
Figure, 1927 (huile sur étoffe).

Ismael Nery (né à Belém do Pará le 9 octobre 1900 et mort à Rio de Janeiro le 6 avril 1934) est un peintre brésilien, un des précurseurs du modernisme brésilien, influencé par l'expressionnisme, le cubisme et le surréalisme.

## Biographie
Né en 1900,  sa famille s'installe en 1909 à Rio de Janeiro. En 1915, il intègre l'École Nationale de Beaux-Arts. Il voyage en l'Europe en 1920, et fréquente l'Académie Julian à Paris. De retour au Brésil, il travaille dans la section d'architecture du service du Patrimoine National au Ministère des finances, où il se lie d'amitié avec le poète Murilo Mendes. En 1922, il se marie avec Adalgisa Ferreira. Dans cette période, il réalise des œuvres de tendance expressionniste,. En 1926,  il adopte ce système philosophique catholique et néo-scolastique dénommé essentialisme. En 1927, il a fait un nouveau voyage à l'Europe, où il est entre en contact avec Marc Chagall, dont l’œuvre le marque,  et d'autres surréalistes. Son œuvre est marqué également par l'influence métaphysique de Giorgio de Chirico et du cubisme de Pablo Picasso.
Ses thèmes de prédilection sont toujours liés à la figure humaine : portraits, autoportraits et nus. II n'est pas intéressé par les thèmes nationaux, indigènes et afro-brésiliens. Il diversifie les techniques utilisées. Il est aussi scénographe. En 1929, il bénéficie de deux expositions individuelles, à Belém et à Rio de Janeiro. L'accueil le déçoit. Il participe également à une exposition collective de peinture brésilienne, à New York.
Cette même année 1929,  après un voyage en Argentine et en Uruguay, un diagnostic révèle qu'il est porteur de la tuberculose, ce qui l'oblige à vivre dans un sanatorium  durant deux ans. Il en sort apparemment soigné. Il participe à quelques salons, comme le Salão Revolucionário de Rio de Janeiro, en 1931 et l'Exposição de Arte Moderna da SPAM  à São Paulo, en 1933. Mais, en 1933,  la maladie revient de façon  irréversible. Il meurt en 1934, à trente-trois ans, à Rio de Janeiro, à un moment où sa notoriété au-delà du cercle de connaisseurs était encore naissante. Il est enterré habillé en franciscain, dans un hommage des moines à son ardente foi catholique.
En 1959, Adalgisa Nery publie un roman autobiographique, A Imaginária, qui devient un best-seller. L'ouvrage relate notamment les années communes avec Ismael Nery. Adalgisa Nery décrit la fascination qu'elle ressentait initialement pour son mari, mais aussi leur relation agitée, les tourments internes d'Ismael Nery, et sa violence dans la vie quotidienne.
L’œuvre d'Ismael Nery a été oubliée du public et de la critique jusqu'aux années 1960, lorsque son nom a été inscrit sur la 8e Biennale de São Paulo, dans la salle consacrée au surréalisme et à l'art fantastique. Ses œuvres ont été exposées aussi dans la 10e Biennale. En 1966 à Rio de Janeiro, et en 1984, au Musée d'Art Contemporain de l'Université de Sao Paulo (Rétrospective Ismael Nery - 50 ans après), deux rétrospectives  de ses créations ont été présentées.

## Phases de l’œuvre d'Ismael Nery
Il est habituel de distinguer, dans l’œuvre d'Ismael Nery, trois phases :
- De 1922 à 1923, la phase expressionniste ;
- De 1924 à 1927, la phase cubiste, avec l'évidente influence de la période bleue de Pablo Picasso ;
- De 1927 à 1934, la phase surrealiste, la plus importante.